# Kohlberg (Baviera)
Kohlberg è un comune tedesco di 1 261 abitanti, situato nel land della Baviera.